# Instituto Federal da Bahia
Het Instituto Federal da Bahia (IFBA) is een staatsuniversiteit die gevestigd is in de Braziliaanse stad Salvador. De universiteit werd op 2 juni 1910 door de Federale Regering van Brazilië opgericht en is een van de grootste universiteiten van de staat Bahia.